# 케빈 그로이터트
케빈 그로이터트(Kevin Greutert, 1965년 3월 31일 ~ )는 미국의 영화 감독이다.

## 참여 작품

### 감독
- 쏘우: 여섯 번의 기회
- 쏘우 3D
- 제시벨
- 쏘우 10

### 프로듀서
- 레더페이스
- 스파이럴 (2021년 영화)

### 편집
- 쏘우 (영화)
- 쏘우 2
- 쏘우 3
- 쏘우 4
- 쏘우 V
- 노크: 낯선 자들의 방문
- 콜렉션 (영화)
- 제시벨
- 직쏘 (영화)
- 엄마 (2022년 영화)

### 크리에이티브 컨설턴트
- 그 남자의 집
- 바바리안 (2022년 영화)